# Засев облаков

Посев облаков можно производить с помощью наземных генераторов, самолёта или ракеты.

Засев облаков — введение в облака реагентов (твёрдая углекислота, иодистое серебро и т. д.) для изменения фазового состояния облаков (как правило, введения в состав облаков частиц, являющихся центрами кристаллизации, провоцирующих выпадание осадков).
Чаще всего применяется для увеличения осадков (дождя или снега), но также широко применяется в аэропортах с плохими погодными условиями для подавления града или тумана.
Засев облаков может быть не искусственным, а естественным, например, когда центрами кристаллизации выступают бактерии. 

## Методология
В топ химикалий для засева облаков входят иодид серебра(I), иодид калия, сухой лёд.
Также может быть использован жидкий пропан, превращающийся в газ. Он может образовывать ледяные кристаллы при более высоких температурах, чем иодид серебра(I). После перспективных исследований использование таких гигроскопичных материалов, как поваренная соль, становится более популярным.
Если температура внутри облака от −7 до −20 °C, то при засеве облака имеем увеличение снегопада. Введение иодида серебра, который имеет гексагональную сингонию, прямо как у льда, запускает гетерогенную нуклеацию.
Химикалии для засева облаков могут быть распылены летательным аппаратом или распылительными устройствами  с земли.
Засев облаков осуществляется с помощью выстрелов солью из пушек, закрепленных на самолетах. Кристаллы соли притягивают крошечные частицы воды, они соединяются друг с другом и становятся тяжелее. Затем выпадают осадки.